# Efebo con radio
Efebo con radio és una composició musical per a orquestra i contralt solista escrita el 1981 pel compositor Salvatore Sciarrino. Efebo con radio significa "Nen amb una ràdio".

## Característiques generals
La peça funciona des de la imitació a la reproducció hiperrealista d'un nen amb la seva ràdio. En una entrevista, el propi Sciarrino comenta què l'ha inspirat: 
“La idea original de l'Efebo de ràdio va ser el ressorgiment de records de llargues tardes solitàries passades davant de la ràdio, jugar canvi de programes, escoltant alhora les cançons i anuncis, en fi, qualsevol cosa que va colpejar la meva imaginació malenconiosa (...)”
Efebo con radio suposa a nivell conceptual una recerca en el llenguatge i el discurs, fent servir la cita d'altres músiques (standard jazz nord-americà).

## Orquestració

### Plantilla orquestral
- Orquestra: 2 Flautes, 2 Oboès, 1 Clarinet en Sib i 1 Clarinet Baix en Sib, 2 Fagots, 2 Trompes, 2 Trompetes, 1 Trombó, Timbales (amb plat), Triangle, Plat de Charleston, Placa d'acer inoxidable, Bombo, Celesta, Harpa, Violins I (almenys 4), Violins II (almenys 4), Violes (almenys 4), Violoncels (almenys 4) i Contrabaixos (almenys 2)

- Solista: Contralt

### Orquestració
L'orquestra s'utilitza per a reproduir les interferencies radiofòniques i, a la vegada, la música o els elements sonors de la "freqüència que es sintonitza". El propi Sciarrino descriu com juga amb aquests elements a nivell orquestral:
“Es pot distingir aproximadament tres nivells en la intel·ligibilitat de les transmissions. Els que no s'altera, que ve dels emissors habituals. Llavors els que, tot i la superposició d'una pertorbació, proporcionen una recepció separada, encara que petita. Finalment, aquells la deformació ja dins del senyal, amb independència de l'alteració del soroll de fons superposat a ell.”

## Estructura formal
La macroforma de la peça es redueix a un A B A'.